# Kenny Milne
Pour les articles homonymes, voir Kenny Milne (football) et Milne.
 Kenneth Stuart Milne, est né le 1er décembre 1961 à Édimbourg. C’est un joueur de rugby à XV qui a joué avec l'équipe d'Écosse, évoluant au poste de talonneur.

## Carrière
Il a disputé son premier test match le 21 janvier 1989 contre l'équipe du Pays de Galles, et son dernier test match le 11 juin 1995 contre l'équipe de Nouvelle-Zélande.
Il a joué un test match avec les Lions britanniques en 1993.
Milne a disputé un match de la coupe du monde de rugby 1991 et trois matchs de la coupe du monde de rugby 1995.

## Palmarès
- 39 sélections en équipe nationale
- Sélections par années : 6 en 1989, 6 en 1990, 4 en 1991, 5 en 1992, 5 en 1993, 5 en 1994, 8 en 1995
- Tournois des Cinq Nations disputés: 1989, 1990, 1991, 1992, 1993, 1994, 1995
- Grand Chelem en 1990 avec l'Écosse